# Bratsk
Bratsk je grad u Rusiji u Irkutskoj oblasti u istočnom Sibiru. Nalazi se na rijeci Angari, na 56°18′N 101°43′E / 56.300°N 101.717°E.
Broj stanovnika: 259.200 (2002. procjena).

## Povijest
Utemeljili su ga ruski doseljenici1631. kao tvrđavu. Nekoliko drvenih toranja iz 17. stoljeća su danas izloženi u imanju Kolomenskoje, koje s nalazi na cesti od Moskve prema gradu Kolomni. 
Brzi razvitak grada je započeo u ranim 1950-ima izgradnjom 4.500-megawatne hidroelektrane.

## Gospodarstvo
Osim prijerečene hidroelektrane, u gradu se od značajnijih industrija nalaze tvornica aluminija (glinika) i drvne pulpe.

## Fakulteti i sveučilišta
Od visokoobrazovnih ustanova u Bratsku su Bratsko državno tehničko sveulilište i ogranak Irkutskog državnog sveučilišta.

## Prijevoz
Bratsk je povezan na Bajkalsko-Amursku magistalu (velika željeznička pruga u Sibiru) i ima međunarodnu zračnu luku.